# Beilschmiedia gemmiflora
Beilschmiedia gemmiflora är en lagerväxtart som först beskrevs av Carl Ludwig von Blume, och fick sitt nu gällande namn av André Joseph Guillaume Henri Kostermans. Beilschmiedia gemmiflora ingår i släktet Beilschmiedia och familjen lagerväxter. Inga underarter finns listade i Catalogue of Life.